# Hamearis semibrunnea
Hamearis semibrunnea är en fjärilsart som beskrevs av Ludwig Osthelder 1925. Hamearis semibrunnea ingår i släktet Hamearis och familjen Riodinidae. Inga underarter finns listade i Catalogue of Life.